# Algún día, cuando pueda llevarte a Varsovia
Novel·la escrita l'any 1997 per l'escriptor espanyol Lorenzo Silva.
És la primera part de la trilogia Getafe, completada per El cazador del desierto i La lluvia de París. Aquesta novel·la va ser un encàrrec de la directora de la col·lecció Espacio abierto de l'editorial Anaya.

## Argument
Els protagonistes són la Laura i l'Andrés, membre d'una família polonesa que es trasllada a viure al bloc de pisos on viu la Laura. Cada diumenge a la tarda queden per anar a un mirador des d'on poden contemplar la ciutat de Madrid. Allà, el noi narra la història de les seves peripècies per Polònia. Ella queda encantada per la màgia amb la que el noi és capaç de dominar les paraules, i escolta la seva història, fascinada. Des del començament del veïnatge, la Laura sent interès pel noi, i fa per trobar-se'l per tot arreu. Tot i que a ella li sembla molt bé conviure amb una familia nouvinguda, no tots els veïns de l'escala ho veuen igual, i la noia es veurà obligada a veure's amb l'Andrés d'amagat. Aquest li explica com a Polònia ajudava el seu pare, capità de barco, a transportar càrregues d'un lloc a un altre, a través del riu Vístula. La Laura descobreix que l'Andrés va emigrar a Espanya després de l'acomiadament del seu pare per transportar càrregues il·legals. Però això era l'única cosa que amaga la família de l'Andrés, perseguida per la policia. La Laura i l'Andrés ni tan sols poden acomiadar-se abans que aquest hagi de tornar a fugir.
Explorant aspectes d'una altra cultura, Lorenzo Silva utilitza la música i la literatura per recolzar les seves tesis sobre la superació, els somnis fets realitat, la immogració, l'amor i l'amistat, i les coses bones, i no tan bones, de la vida.